# أمبير بيتي
أمبير بيتي (بالإنجليزية: Amber Beattie)‏ هي ممثلة بريطانية، ولدت في 22 يوليو 1993 في المملكة المتحدة.

## أعمال

### أفلام
- (2009) الصبي في البيجامة المخططة[2]

## وصلات خارجية
- أمبير بيتي على موقع IMDb (الإنجليزية)
- أمبير بيتي على موقع أول موفي (الإنجليزية)
- أمبير بيتي على موقع قاعدة بيانات الفيلم (الإنجليزية)